# Generació V
Generació V és una sèrie de televisió de superherois estatunidenca, desenvolupada per Craig Rosenberg, Evan Goldberg i Eric Kripke, que serveix com a sèrie derivada de The Boys de Kripke, i basada en l'arc de la història del còmic de The Boys "We Gotta Go Now" de Garth Ennis i Darick Robertson. La primera temporada es va doblar i subtitular al català.
La sèrie, ambientada al mateix temps que la quarta temporada de The Boys, es va estrenar a Amazon Prime Video el 29 de setembre de 2023.

## Sinopsi
Els superherois adults joves, o "súpers", es posen a prova en desafiaments de battle royal a l'Escola Universitat Godolkin de Lluita contra el crim, dirigida per Vought International.